# Eduard Friedel
Eduard Friedel (* 17. April 1871 in Frammersbach; † 25. Dezember 1949 in München) war ein deutscher Offizier, Verwaltungsjurist und Ministerialbeamter in Bayern.

## Leben
Friedel besuchte das Ludwigsgymnasium (München). Nach dem Abitur war er ab 1. Oktober 1890 Einjährig-Freiwilliger im  3. Feldartillerie-Regiment „Prinz Leopold“ der Bayerischen Armee. Er studierte Rechtswissenschaft an der Ludwig-Maximilians-Universität München und der Kaiser-Wilhelms-Universität Straßburg. Er wurde im Corps Makaria München (1891) und im Corps Palaio-Alsatia (1892) und danach wieder bei Makaria aktiv. Er bestand im Juli 1895 das Erste Juristische Staatsexamen und ging im November als Rechtspraktikant nach Füssen. Im selben Monat wurde in seinem Regiment zum Leutnant der Reserve befördert. 1896 kam er nach Traunstein. Den Staatskonkurs bestand er mit dem Prädikat „vorzüglich“. Er trat noch 1896 in den Dienst der Königlich Bayerischen Staatseisenbahnen und wurde 1899 Official beim   Oberbahnamt München. Am 1. Februar 1900 wurde er in München zum Dr. iur. promoviert.

### Bayerische Eisenbahnen
Als umbenannter Eisenbahnassessor wurde 1901 zur Generaldirektion der Bayerischen Staatseisenbahnen in München versetzt. Er war von 1903 bis 1905 Direktionsassistent bei der Generaldirektion und ab 1906 beim Verkehrsamt der Staatseisenbahnverwaltung München. Am 20. Juli 1907 wurde er Vorstand vom Bahnhof Meiningen (Bayerischer Bahnhof). Am 1. Januar 1908 wurde er Direktionsrat im Bayerischen Verkehrsministerium mit vorläufigem Dienstsitz Ludwigshafen am Rhein. Dort war er mit der Übernahme der Pfälzischen Eisenbahnen befasst. Er wurde am 1. April 1910 zum Regierungsrat und im August 1911 zum Hauptmann befördert. 1914 erhielt Friedel das Ritterkreuz IV. Klasse des Verdienstordens vom Heiligen Michael mit Krone.

### Erster Weltkrieg
Als Kriegsfreiwilliger nahm er in der Artillerietruppe am ganzen Ersten Weltkrieg teil. Ab 1. August 1914 führte er eine Munitionskolonne und eine Batterie des 1. Fußartillerie-Regiments „vakant Bothmer“. Mit ihr kämpfte er in der Zweiten Flandernschlacht und in der Schlacht um Verdun (Fort Douaumont). 1916/17 war er Kommandeur des Fußartillerie-Bataillons 7 (unbespannt). Als Bataillonskommandeur im Reserve-Fußartillerie-Regiment Nr. 3 kam er an die Ostfront, zunächst zur Gegenoffensive in Galizien, dann in die Kämpfe um Riga und Jēkabpils. Ausgezeichnet mit beiden Klassen des Eisernen Kreuzes sowie dem Ritterkreuz IV. Klasse des Militärverdienstordens mit Krone und Schwertern schied Friedel unter Beförderung zum Major d. R. am 26. Februar 1918 aus der Bayerischen Armee aus. Er kehrte als Referatsleiter des Rechts- und Arbeitsreferats an das Ministerium in München zurück und wurde am 1. September 1919 zum Oberregierungsrat befördert.

### Weimarer Republik
Seit dem 1. April 1920 Ministerialrat im bayerischen Staatsministerium für Verkehrsangelegenheiten, wurde er vom Reichsverkehrsministerium an die Zweigstelle Bayern berufen. Im Herbst 1924 wurde er zum Reichsbahndirektor und Finanzreferent der  Gruppenverwaltung Bayern der Deutschen Reichsbahn ernannt. Ab 1. Oktober 1932 mit der Leitung der Verwaltungs- und Verkehrsabteilung beauftragt, war er im Sommer 1933 stellvertretender und kommissarischer Leiter der Gruppenverwaltung Bayern. Als Reichsbahndirektor und Abteilungsleiter war er vom 1. Oktober bis zum 31. Dezember 1933 (stellvertretender) Leiter der Abwicklungsstelle der Gruppenverwaltung. Zwischenzeitlich beurlaubt oder in den einstweiligen Ruhestand versetzt, ging er am 1. Juni 1934 auf eigenen Wunsch in Pension. Ab 1935 saß er im Vorstand des bayerischen Landesverkehrsrats. Seit 1939 Ministerialdirigent a. D., war er von Ende 1943 bis Juli 1946 in Hohenpeißenberg evakuiert.
Im Alter von 78 Jahren erlag er einem Prostatakarzinom. Er wurde kremiert. Die Begräbnisurne wurde auf dem Ostfriedhof (München) beigesetzt. Friedel war unverheiratet geblieben und hatte keine Hinterbliebenen.

## Ehrungen
- Landwehr-Dienstauszeichnung
- Prinzregent-Luitpold-Medaille